# Edgar Schnell (Politiker)
Edgar Schnell (* 26. Oktober 1896 in Blankenese; † 29. Oktober 1974) war ein deutscher Politiker (CDU) und Abgeordneter des Hessischen Landtags.

## Leben
Edgar Schnell leistete nach dem Besuch des Realgymnasiums von 1914 bis 1917 Kriegsdienst und studierte anschließend Philosophie, Literaturwissenschaften und Geschichte in Göttingen, Hamburg und München. Das Studium schloss er 1921 mit Promotion und Staatsexamen ab und arbeitete bis 1929 als Studienrat in Hamburg. 1929 wurde er wegen schwerer Kriegsbeschädigung pensioniert und arbeitete seitdem als freier Schriftsteller. 1940 bis 1945 wurde er als Hauptsachbearbeiter im Präsidium des Reichsluftschutzbundes verpflichtet.
Schnell war seit 1. Dezember 1939 Mitglied der NSDAP (Mitgliedsnummer 7.304.125). Nach dem Zweiten Weltkrieg wurde er im Rahmen der Entnazifizierung am 4. Oktober 1947 als Mitläufer eingestuft. Die gegen diese Entscheidung an gestrebte Berufung war erfolgreich: Mit Berufungsentscheidung vom 9. November 1948 wurde die Einstufung in "Entlastete" geändert.
Schnell trat nach dem Krieg der CDU bei und war dort ab 1946 Ortsvorsitzender, ab 1950 Kreisvorsitzender und 1954 Mitglied des Landesvorstandes und des Bundesparteiausschusses der CDU. Ab 1948 war er Kreistagsabgeordneter im Landkreis Eschwege. Vom 1. Dezember 1954 bis 30. November 1958 war er Mitglied des Hessischen Landtags. Ab 1953 war er stellvertretender Leiter der Volkshochschule Eschwege.

## Auszeichnungen
- 1957: Goethe-Plakette des Landes Hessen, für kulturelle Verdienste als Landtagsabgeordneter[3]